# Tetrascapha dasycerca
Tetrascapha dasycerca är en skalbaggsart som beskrevs av Schuster och Marsh 1957. Tetrascapha dasycerca ingår i släktet Tetrascapha och familjen kortvingar. Inga underarter finns listade i Catalogue of Life.